# Conflict: Vietnam
 (juillet 2019).
Si vous disposez d'ouvrages ou d'articles de référence ou si vous connaissez des sites web de qualité traitant du thème abordé ici, merci de compléter l'article en donnant les références utiles à sa vérifiabilité et en les liant à la section « Notes et références ».
Conflict: Vietnam est un jeu vidéo d'action à la troisième personne, développé par Pivotal Games et édité par SCi/Global Star Software, sorti en 2004. Il s'agit du troisième épisode de la série Conflict.

## Scénario
Le jeu permet de prendre le contrôle d'une escouade de 4 soldats de la 101e division aéroportée US pendant l'offensive du Têt de 1968.
La chanson Paint It, Black des Rolling Stones est utilisée lors de la séquence d'ouverture du jeu.
Le multijoueur permet de jouer jusqu'à 4 en coopération et de combattre les forces nord-vietnamiennes et du Việt Cộng.

## Système de jeu
Le joueur peut utiliser des tactiques différentes, telles qu'attaquer de front ou en utilisant la furtivité. Il n'est pas limité à l'arsenal d'origine, pouvant trouver et récupérer des armes ennemies et leurs munitions. Le joueur peut également donner des ordres à ses coéquipiers, tels que « suivez-moi » ou « feu à volonté ». À noter que le char M48 Patton est également jouable.
- Sergent chef Frank Wier surnommé "Ragman" : chef d'escouade & infanterie ;
- Caporal Bruce Lesh surnommé "Junior" : tireur d'élite ;
- Caporal William Shafer surnommé "Hoss" : armement lourd & anti-char ;
- Soldat Harold Khaler surnommé "Cherry" puis "Doc" : soldat du génie.